# Atopsyche explanata
Atopsyche explanata är en nattsländeart som beskrevs av Ross 1953. Atopsyche explanata ingår i släktet Atopsyche och familjen Hydrobiosidae. Inga underarter finns listade i Catalogue of Life.